# Why Me? (Ice Cube)
Why Me? (lett. "Perché io?") è un singolo del rapper statunitense Ice Cube, pubblicato il 18 agosto 2008 come sesto estratto dall'album in studio del cantante Raw Footage, uscito il giorno immediatamente successivo al singolo. La canzone è stata prodotta da Teak Underdue, in arte "Da Beatsmith", e dall'etichetta discografica Lench Mob Records, etichetta che ha prodotto tutti gli album dell'artista.
Il singolo si è rivelato uno dei maggiori successi dell'album, assieme alla traccia di punta del disco Gangsta Rap Made Me Do It.

## Descrizione
Il cantante Ice Cube ha spiegato, durante un'intervista al Worldwide Rap and Hip Hop Music Lifestyle Network, il significato della canzone, raccontando:
"Questa canzone colpisce davvero. A febbraio 2007, il cuginetto di mia moglie è stato vittima di una sparatoria. Aveva 13 anni. Era al parco con sua madre ed è stato vittima di un agente che per un nulla gli ha sparato e l'ha ucciso. Era ironico. È successo nella mia famiglia, quindi quella canzone è davvero personale per me. Tutta la mia famiglia sta ancora tentando di superare la sua morte. Il suo nome era Aaron 'Bubba' Kelly Jr. È incredibile come sia riuscita quella canzone a me perché ora ho quest'opera d'arte che posso portare con me, promuoverla e, purtroppo, sentirla davvero mia, dal momento che è realmente accaduta a qualcuno che amavo."
Il produttore della canzone Teak Underdue ha poi aggiunto di essere venuto a sapere dell'idea del singolo di Ice Cube nel febbraio 2008, un anno dopo il tragico evento, e di aver poi sviluppato le musiche, mentre Ice Cube si è occupato interamente dei testi. Teak ha definito il singolo "uno dei lavori di cui vado più fiero".
La canzone vuole fungere in generale da denuncia delle brutalità e violenze razziste perpetrate dalla polizia statunitense contro gli afroamericani, tragicità di cui sono spesso vittime anche bambini e giovani innocenti. Infatti, già la prima strofa della canzone inizia con le parole "Why the fuck you wanna murder me? / Your punk ass never heard of me / I never did nothin' to your family / Still you wanna kill a young nigga randomly" ("Perché vuoi uccidermi? / Non hai mai sentito parlare di me / Non ho mai fatto niente alla tua famiglia / Eppure vuoi lo stesso uccidere un giovane nero senza motivo"). La canzone contiene anche la dedica finale "Dedicated to all the niggas / That's dead and don't know why" ("Dedicato a tutti i neri / che sono morti e non si sa il perché"); per poi chiudersi con le parole, che donano il titolo all'intera canzone "Why me, homie? Why me?".

## Video musicale
Il videoclip della canzone, pubblicato sul canale Youtube di Ice Cube il 25 settembre 2008, mostra diversi foto e video di alcune vittime della polizia americana razzista, nonché delle parole pronunciate dalle famiglie delle vittime. Queste scene sono alternate da scene in cui il rapper canta nel deserto, accanto a un albero sui cui rami sono appese le foto degli afroamericani assassinati.

## Accoglienza
Why me, così come tutto l'album Raw Footage, è stato molto ben accolto da critica e pubblico per la profondità dei testi e i ritmi impattanti e duri.